# 바르샤바 트레이드 타워

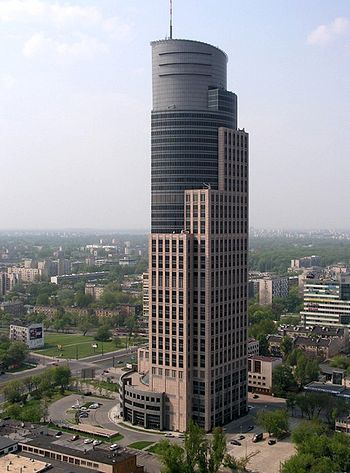
바르샤바 트레이드 타워

바르샤바 트레이드 타워(Warsaw Trade Tower, WTT)는 폴란드 바르샤바 볼라에 있는 고층 건물이다. 43층짜리 이 건물의 높이는 208m(682피트)이고 지붕 높이는 184m(604피트)다. 건물에 붙은 85m(279피트) 높이의 첨탑은 32층에서 시작하여 지붕 위로 24m(79피트)까지 솟아 있다.
1997년 6월부터 1999년 11월까지 대한민국의 기업 대우건설이 건설하였다. 2002년 대우는 이 부지를 미국 회사인 아폴로리다에 매각했다. 2009년부터 이 건물의 소유주이자 관리자는 부동산 회사인 글로벌워스가 되었다.